# A to Z
A to Z è una sitcom statunitense ideata da Ben Queen, trasmessa dal 2 ottobre 2014 al 22 gennaio 2015 su NBC.

## Trama
La serie segue le vite di Andrew, un dipendente in un sito di incontri online che sogna di incontrare la ragazza dei suoi sogni, e Zelda, un avvocato che è stata cresciuta da una madre hippie e porta una vena ribelle. Con probabilità accidentale del destino, Zelda incontra Andrew per risolvere un errore causato dalla ditta dove lavora il ragazzo e improvvisamente si innamorano l'uno dell'altra. Da lì, la serie racconta la loro relazione "dalla A alla Z", come narrato da Katey Sagal.

## Episodi
| Stagione       | Episodi | Prima TV USA | Prima TV Italia |
| -------------- | ------- | ------------ | --------------- |
| Prima stagione | 13      | 2014-2015    | inedita         |

## Personaggi e interpreti
- Andrew Lofland, interpretato da Ben Feldman
- Zelda Vasco, interpretata da Cristin Milioti
- Stu, interpretato da Henry Zebrowski
- Stephie, interpretata da Lenora Crichlow
- Lydia, interpretata da Christina Kirk
- Lora, interpretata da Hong Chau
- Dinesh, interpretato da Parvesh Cheena
- Il narratore, interpretata da Katey Sagal